# Funisciurus substriatus
La ardilla listada de Kintampo (Funisciurus substriatus) es una especie de roedor de la familia Sciuridae que vive en el sur de África Occidental.

## Distribución geográfica
Se encuentran en Benín, Burkina Faso, Costa de Marfil, Ghana, Nigeria y Togo.

## Hábitat
Su hábitat natural son sabanas húmedas.